# Schéma électrique

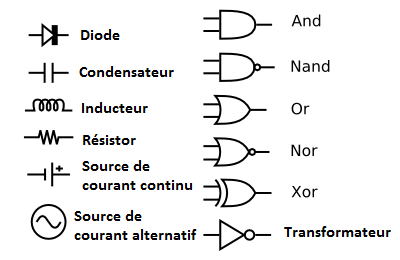
Légende d'un circuit électrique. (Symboles US)

Un schéma électrique est une représentation graphique d'un circuit électrique, basée sur des conventions. 
Il traduit, sous forme de symboles normalisés, les composants du circuit ainsi que l'alimentation et les signaux reliant ces composants. La position graphique des composants et de leurs interconnexions ne reflète pas toujours le positionnement physique de ceux-ci, contrairement aux positions qui figurent sur un schéma-bloc ou sur un schéma de câblage.
Un schéma électrique d'un projet technique est utilisé pour la conception, la fabrication (cas d'un circuit imprimé) et la maintenance des systèmes électriques et électroniques.

## Conventions de représentation des tensions

Convention de représentation du courant et de la tension sur un dipôle récepteur.
a : Convention recommandée selon la norme internationale IEC/CEI 60375 ed2.0
b : Convention en usage aux États-Unis
c : Convention en usage en France

Il est utile de représenter la tension ainsi que le courant parcourant les différents éléments d'un circuit électrique. La convention la plus courante est celle recommandée par la Commission électrotechnique internationale, mais d'autres sont en usage suivant les pays. Les États-Unis indiquent la tension par les signes + au potentiel haut et - au potentiel bas. En France, la convention récepteur représente la tension à l'inverse de la convention CEI 60375. Aucune des représentations n'est juste ou fausse. Il ne s'agit que de conventions qui n'affectent nullement le sens de parcours physique du courant électrique ainsi que l'orientation de la différence de potentiel sur le dipôle.